# فيلق الجيش الثاني (فيرماخت)
فيلق الجيش الثاني (II. Armeekorps) كان فيلق في الجيش الألماني خلال الحرب العالمية الثانية.

## التنظيم
شملت تنظيم الفيلق في أوقات مختلفة ؛   

## القادة
- جينيرال لوتنانت فيدور فون بوك، إنشاء - أبريل 1935
- الجنرال دير إنفانتير يوهانس بلاسكويتز، أبريل 1935 - 10 نوفمبر 1938
- غنرال أوبرست أدولف شتراوس، 10 نوفمبر 1938 - 30 مايو 1940
- الجنرال دير إنفانتري كارل-هاينريش فون ستولبناجل  [لغات أخرى]‏ ، 30 مايو 1940 - 21 يونيو 1940
- جنرال دير إنفانتري والتر جراف فون بروكدورف-أليفيلدت ، 21 يونيو 1940 - مايو 1942
- جنرال دير بانزرتروبي أوتو فون نوبيلسدورف ، يونيو 1942 - 1 يوليو 1942
- جنرال دير إنفانتري والتر جراف فون بروكدورف-أهلفيلدت، 1 يوليو 1942 - 28 نوفمبر 1942
- الجنرال دير إنفانتري بول لاكس، 28 نوفمبر 1943 - 1 أبريل 1944
- جينيرال لوتنانت ويلهلم هاس ، 1 أبريل 1944 - 5 مايو 1944
- جينيرال لوتنانت ويلهلم هاس ، 5 مايو 1944 - 11 مايو 1944
- الجنرال دير إنفانتري بول لاكس، 11 مايو 1944 - 3 يوليو 1944
- اللواء دير إنفانتري فيلهلم هاس، 15 يوليو 1944 - 15 يناير 1945
- اللواء در إنفنتيري د. يوهانس ماير ، 15 يناير 1945 - 1 أبريل 1945
- جينيرال لوتنانت ألفريد جوز 1 أبريل 1945 - الاستسلام الألماني

## منطقة العمليات
- بولندا - سبتمبر 1939 إلى مايو 1940
- فرنسا - مايو 1940 إلى يونيو 1941
- الجبهة الشرقية، القطاع الشمالي - يونيو 1941 حتى أكتوبر 1944
- جيب كورلاند - أكتوبر 1944 إلى مايو 1945